# Friedrich von Bianchi (1768–1855)

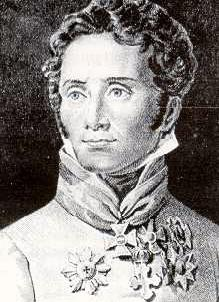
Friedrich von Bianchi.

Vinzenz Ferrerius Friedrich von Bianchi, född den 20 februari 1768 i Wien, död den 21 augusti 1855 i Sauerbrunn, var en österrikisk friherre och militär.
von Bianchi deltog 1788 i fälttåget emot turkarna samt från 1792 i revolutionskrigen, varunder han avancerade till fältmarskalklöjtnant. Han förde vid invasionen i Frankrike 1814 befäl över österrikiska sydarméns högra flygel. År 1815 skickades han till Italien mot Murat och slog denne vid Tolentino i grund (2–3 maj). Han slöt den 20 maj i Casalanza en konvention om bourbonernas återinsättande på Neapels tron och inryckte därpå i Neapel, men fick i juni order att återvända till Frankrike. Kung Ferdinand av Neapel upphöjde honom till hertig av Casalanza. Bianchi tillhörde från 1815 hovkrigsrådet och pensionerades 1824.